# Juan Escobar
Juan Escobar, né le 3 juillet 1995 à Luque au Paraguay, est un footballeur international paraguayen qui évolue au poste de défenseur central au club de Godoy Cruz.

## Biographie

### En club
En 2015, il dispute avec le Sportivo Luqueño les demi-finales de la Copa Sudamericana, contre l'équipe colombienne de Santa Fe.
En 2019, il remporte avec le club de Cruz Azul la Supercoupe des coupes du Mexique (la Supercopa MX), en inscrivant un but face au Club Necaxa.

### En équipe nationale
Avec les moins de 20 ans, il participe au championnat sud-américain des moins de 20 ans en 2015. Lors de cette compétition organisée en Jamaïque, il joue quatre matchs. Il se met en évidence en délivrant une passe décisive face à l'équipe d'Argentine.
Le 2 juillet 2017, il reçoit sa première sélection en équipe nationale A, lors d'un match amical face au Mexique. Il est titulaire et son équipe s'incline (2-1). Par la suite, en juin 2019, il est retenu par le sélectionneur Eduardo Berizzo afin de participer à la Copa América qui se déroule au Brésil. Lors de cette compétition, il joue deux matchs. Le Paraguay s'incline en quart de finale face au pays organisateur, après une séance de tirs au but.

## Palmarès
- Vainqueur de la Supercoupe des coupes du Mexique en 2019 avec Cruz Azul